# Sida lonchitis
Sida lonchitis är en malvaväxtart som beskrevs av A. St.-hil. och Naud.. Sida lonchitis ingår i släktet sammetsmalvor, och familjen malvaväxter. Inga underarter finns listade i Catalogue of Life.